# Meliboea
In de Griekse mythologie hadden verschillende personen de naam Meliboea:
- Meliboea was een van de kinderen van Tethys en Oceanus, en was daarmee een Oceanide. Ze was de echtgenote van Pelasgus en de moeder van Lycaon.
- Een andere Meliboea was de zevende dochter van de Griekse koningin Niobe. Toen Niobe pochte dat haar zeven zoons en zeven dochters haar verhieven boven de Titane Leto en haar kinderen (Apollo en Artemis), doodden Leto's kinderen alle veertien kinderen, hoewel sommige mythen zeggen dat Meliboea door Artemis gespaard werd.